# Telgam Mobile
Telgam Mobile – marka operatora komórkowego stworzona przez Przedsiębiorstwo Telekomunikacyjne Telgam S.A. spółkę notowaną na Giełdzie Papierów Wartościowych w Warszawie, 
Firma ma siedzibę w Jaśle województwo podkarpackie. Sieć w 100% z kapitałem polskim. Oferuje usługi w modelu abonamentowym w ofertach na czas określony. Firma wpisana jest do rejestru przedsiębiorców telekomunikacyjnych pod numerem 37.

## Oferta
Sieć oferuje swoje usługi w oparciu o infrastrukturę Play. Oferuje swoje usługi w modelu abonamentowym. W portfolio swoich taryf ma usługi głosowe oraz internetowe.
W usługach głosowych oferuje 7 taryf  bez limitu. Większość ofert głosowych sprzedawana jest na czas określony. W usługach internetowych oferuje 3 taryfy. Również te oferty dostępne są w umowach na czas nie określony. Telgam Mobile umożliwia również przenoszenie numerów telefonicznych z innych sieci. 

## Historia
Spółka powstała w 1995  roku początkowo obsługując klientów indywidualnych. W 2013 roku Spółka Przedsiębiorstwo Telekomunikacyjne Telgam S.A. zadebiutowała na Warszawskiej Giełdzie Papierów Wartościowych.W 2017 firma rozszerzając profil swojej działalności rozpoczęła świadczenie usług mobilnych na terenie całego kraju.

## Marketing
Telgam Mobile to jedyny operator dla lokalnych społeczności. Logo Telgam Mobile przedstawia literę T oraz motto - operator bliski lokalnym społecznościom.